# او-دو-سن

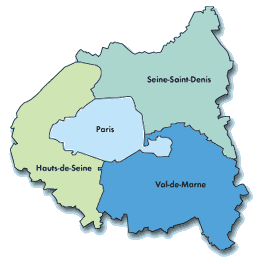
شهرستان‌های سن-سن-دنی (ناحیه بالایی)، وال دو مارن (ناحیه پایینی سمت راست) و او-دو-سن (ناحیه سمت چپ) سه شهرستان کوچک فرانسه هستند که در مجموع شهر پاریس یا شهرستان پاریس (ناحیه داخلی) را احاطه کرده‌اند.

او-دو-سن (به فرانسوی: Hauts-de-Seine) نود و دومین شهرستان فرانسه است. شهرستان او-دو-سن در شمال فرانسه قرار دارد. این شهرستان از سمت غرب، جنوب غرب و شمال غرب پاریس با این شهر همسایه است. این شهرستان زیرمجموعه ناحیه ایل-دو-فرانس می‌باشد. با وجود این که مساحت این شهرستان فقط ۱۷۶ کیلومتر مربع می‌باشد، جمعیت آن بالغ بر ۱٬۵۳۶٬۱۰۰ نفر می‌باشد. شهرستان‌های او-دو-سن، سن-سن-دنی و وال دو مارن سه شهرستان کوچک فرانسه هستند که در مجموع شهر پاریس (شهرستان پاریس) را احاطه کرده‌اند.